# Selex
Selex fou una empresa catalana fabricant de components per a la indústria de l'automoció, especialment amortidors. A banda, entre 1965 i 1983 creà diversos automòbils de competició.
Fundada per Miquel Molons el 1960, l'empresa tingué la seu al carrer Còrsega de Barcelona fins que el 1998 es traslladà a Les Franqueses del Vallès. A finals del 2012 va tancar definitivament.

## Història

### Antecedents
Durant la dècada de 1950, Miquel Molons adquirí experiència en la fabricació de tota mena d'amortidors. El 1958 va construir el seu primer automòbil, un midget amb què competia en aquesta mena de curses. Poc després, quan el kàrting s'introduïa a Europa, Molons s'hi va interessar i fundà un equip de curses que va competir en diversos campionats catalans fins a la seva dissolució el 1965.
Molons va fundar Selex el 1960 com a taller d'enginyeria dedicat als amortidors. El 1965, l'empresa va construir el seu primer cotxe, el Selex ST 1, un prototipus de Fórmula 4 segons el reglament d'aquella època, amb xassís tubular i equipat amb un motor de Ducati Sport 175 que lliurava 28 CV. Molons el va provar en un circuit de karts prop de Pedralbes.

### Anys 60

#### Artés Guepardo
Després del prototipus, l'empresa barcelonina José Artés de Arcos S.A encarregà a Selex la construcció d'un altre Fórmula 4, l'Artés Guepardo. Presentat el 1966, aquest model tenia un xassís monocasc adaptable als motors dels principals fabricants catalans de motocicleta del moment (Ducati Mototrans, Ossa, Bultaco i Montesa). Un Guepardo especial, equipat amb motor Honda, li fou regalat al príncep Rainier III de Mònaco.
Els Guepardo construïts d'acord amb les especificacions de la Fórmula 3 varen ser equipats amb motors de 1.000 cc de SEAT 850. El 1967, Jorge de Bagration provà un Guepardo equipat amb motor Cosworth, pensat per a competir en la XI Coupe Internationale de Vitesse des Formule 3 a Reims-Gueux, però el cotxe no es va poder classificar.

#### Artés Campeador
Selex desenvolupà també per a Artés de Arcos el Campeador, presentat al Saló de l'Automòbil de Barcelona de 1967. El seu xassís monocasc era obra de Selex, mentre la carrosseria de fibra de vidre la feia Zipo, una empresa dirigida per Francesc Guitart. El muntatge final es realitzava a la planta d'Artés de Arcos. El Campeador va ser equipat originalment amb un motor de SEAT 1500, el qual se substituí més tard per un de Gordini. Un incendi als tallers Zipo va destruir tots els motlles per a la carrosseria, la qual cosa n'impedí la construcció de cap altra unitat.

#### Altres models
L'any següent, 1968, Molons s'associà amb Xavier Forcano i Ernesto García i demanà a l'enginyer en cap de Selex, Jaume Xifré, que dissenyés un nou cotxe de Fórmula 3. Un cop acabat, el nou ST 2 -equipat amb motor Renault- fou provat per Xavier Forcano i Ernesto García al Circuit del Jarama. La idea era competir-hi al VII Trofeu Joan Jover, a Barcelona, però en no passar la duana el motor Renault, Selex va vendre el xassís a Antonio Madueño qui hi volia competir en campionats nacionals. Madueño va encarregar a Selex un altre cotxe esportiu, el Cordobán, basat en el SEAT 124.

### Anys 70

#### ST 2
El 1970 es va crear un nou Selex ST 2 equipat amb un motor de Fórmula 3 Novamotor, el qual fou provat pel pilot suís Jurg Dubler al Circuit Paul Armagnac. Salvador Cañellas el va fer debutar a la Coupe de Printemps, la primera ronda de la Fórmula 3 francesa, però el català fou un dels sis pilots que no aconseguiren qualificar-se per a la cursa. Aquest resultat es va repetir a la segona ronda, la VII Coupe de Vitesse a Pau. El Selex es va classificar per a la seva primera cursa al circuit de Montjuïc, però una fallada de motor li va impedir de completar una sola volta.

#### ST 3 i ST 4
Després que Cañellas decidís de concentrar-se en la seva carrera dins el motociclisme i SEAT llancés la Fórmula 1430, Selex es va retirar durant un curt període de la Fórmula 3 i, després de l'entrada a la societat de Francesc Guitart, va decidir de crear una empresa subsidiària anomenada Selex Competición, dedicada en exclusiva a la construcció de monoplaces per a la nova Fórmula. Tot seguit, Xifré va dissenyar l'ST 3 per a córrer en la nova Fórmula 1430. Més de la meitat dels pilots que participaren en aquesta fórmula ho varen fer amb cotxes Selex. El primer campionat de la marca va arribar a la darrera ronda, a mans de Paco Josa.
De 1972 a 1976, el Selex ST 3 i les seves evolucions varen guanyar totes les curses de la Fórmula 1430. Després de l'èxit d'aquest campionat, el 1974, SEAT va llançar la Fórmula 1800. Xavier Juncadella va guanyar-ne l'edició inaugural amb un Selex, amb gran oposició dels Martini de Flash Monthlèry.
L'any següent, el Selex ST 4 va competir en la Eurocup Formula Renault amb Josep Lluís Ferrer, però sense resultats notables. Martini va superar Selex a la Fórmula 1800 els anys 1975 i 1976 amb Juan Ignacio Villacieros, i després aquest campionat fou discontinuat.

#### F2 i ST 5/7
El 1974, Selex va rebre la comanda d'un cotxe de Fórmula 2 per a Van Hool. El cotxe es fabricà a la planta de Van Hool a Saragossa i Jaume Xifré el va provar al Circuit de Zolder el 1975. Aquest fou el darrer projecte de Xifré, ja que l'enginyer va deixar la companyia aquell mateix 1975 per a incorporar-se a Juncosa i fou substituït per Guitart. Aquell mateix any es va presentar un nou cotxe de Fórmula 1430, l'ST 5, però va ser vençut sovint als circuits per l'antic ST 3.
El 1978 es presentà un nou cotxe de Fórmula 3, l'ST 7. Miguel Molons fill tenia la intenció de competir -hi al Campionat d'Europa de Fórmula 3 però la falta de pressupost li ho va impedir i el cotxe es va reconvertir en un de Fórmula 1430. Amb aquest nou ST 7, Manuel Valls va guanyar el campionat de Fórmula 1430 el 1979.

### Anys 80
Atès que SEAT perdé l'interès per la Fórmula 1430, la continuïtat de la competició perillava i un cop acabada la temporada de 1979 Selex va decidir no construir més cotxes d'aquesta fórmula. Selex Competición desaparegué i Molons va revifar aleshores el seu negoci d'amortidors, mentre les darreres edicions de la Fórmula 1430 les guanyaven pilots amb sengles Selex ST 7: el valencià Enrique Llobell va guanyar el títol de 1980 i el seu germà José Luis, el de 1981 (la Fórmula 1430 fou discontinuada el 1985).
Ford va demanar a Selex de dissenyar els cotxes per a la seva nova Fórmula Fiesta, però Molons va declinar l'oferta i el contracte van anar a parar a Juncosa.

#### Avidesa
El 1981, Manuel Valls va demanar a Selex de dissenyar un nou cotxe de Fórmula 3. El nou model, amb motor Toyota, s'anomenà inicialment ST 9 i després Avidesa, ja que el principal patrocinador del cotxe fou aquesta empresa valenciana. Manuel Valls va fer debutar el cotxe al Jarama el 1982, però després de pilotar-lo als entrenaments, el cotxe es va espatllar i no va poder començar la cursa. Adrián Campos, l'amo d'Avidesa, i José Luis Llobell varen pilotar el cotxe el 1983. Campos hi aconseguí el millor resultat, la setena posició al Jarama.

## Actualitat
Un cop abandonada la construcció de cotxes de curses, Selex va tornar a la fabricació d'amortidors i mantingué aquesta activitat fins al 2012, quan tancà a causa de la crisi.

## Cotxes construïts
| Any  | Model                | Competició              | Quantitat | Dissenyador      | Notes                           |
| ---- | -------------------- | ----------------------- | --------- | ---------------- | ------------------------------- |
| 1965 | Selex ST 1           | Fórmula 4               | 1         | Miquel Molons    |                                 |
| 1966 | Artés Guepardo       | Fórmula 4               | 19        | Jaume Xifré      |                                 |
| 1966 | Artés Guepardo       | Fórmula 3               | 19        | Jaume Xifré      |                                 |
| 1966 | Artés Guepardo       | Formula Libre           | 19        | Jaume Xifré      |                                 |
| 1967 | Artés Campeador      | Gran Turisme            | 1         | Jaume Xifré      | Construït per a Artés de Arcos  |
| 1968 | Selex ST 2           | Fórmula 3               | 3         | Jaume Xifré      |                                 |
| 1969 | Autotécnica Cordobán | Gran Turisme            | 3         | Jaume Xifré      | Construït per a Antonio Madueño |
| 1970 | Selex ST 3           | Fórmula 1430            | 45        | Jaume Xifré      |                                 |
| 1973 | Selex ST 4           | Fórmula 1800            | 26        | Jaume Xifré      |                                 |
| 1973 | Selex ST 4           | Eurocup Formula Renault | 26        | Jaume Xifré      |                                 |
| 1974 | Van Hool VHM-1       | Fórmula 2               | 2         | Jaume Xifré      | Construït per a Van Hool        |
| 1975 | Selex ST 5           | Fórmula 1430            | 25        | Francesc Guitart |                                 |
| 1977 | Selex ST 6           | Fórmula 1430            | 1         | Francesc Guitart |                                 |
| 1978 | Selex ST 7           | Fórmula 1430            | 1         | Francesc Guitart |                                 |
| 1978 | Selex ST 7           | Fórmula 3               | 1         | Francesc Guitart |                                 |
| 1978 | Selex ST 8           | Fórmula 1430            | 1         | Francesc Guitart |                                 |
| 1981 | Selex Avidesa        | Fórmula 3               | 3         | Francesc Guitart |                                 |